# 佛瑞德·简

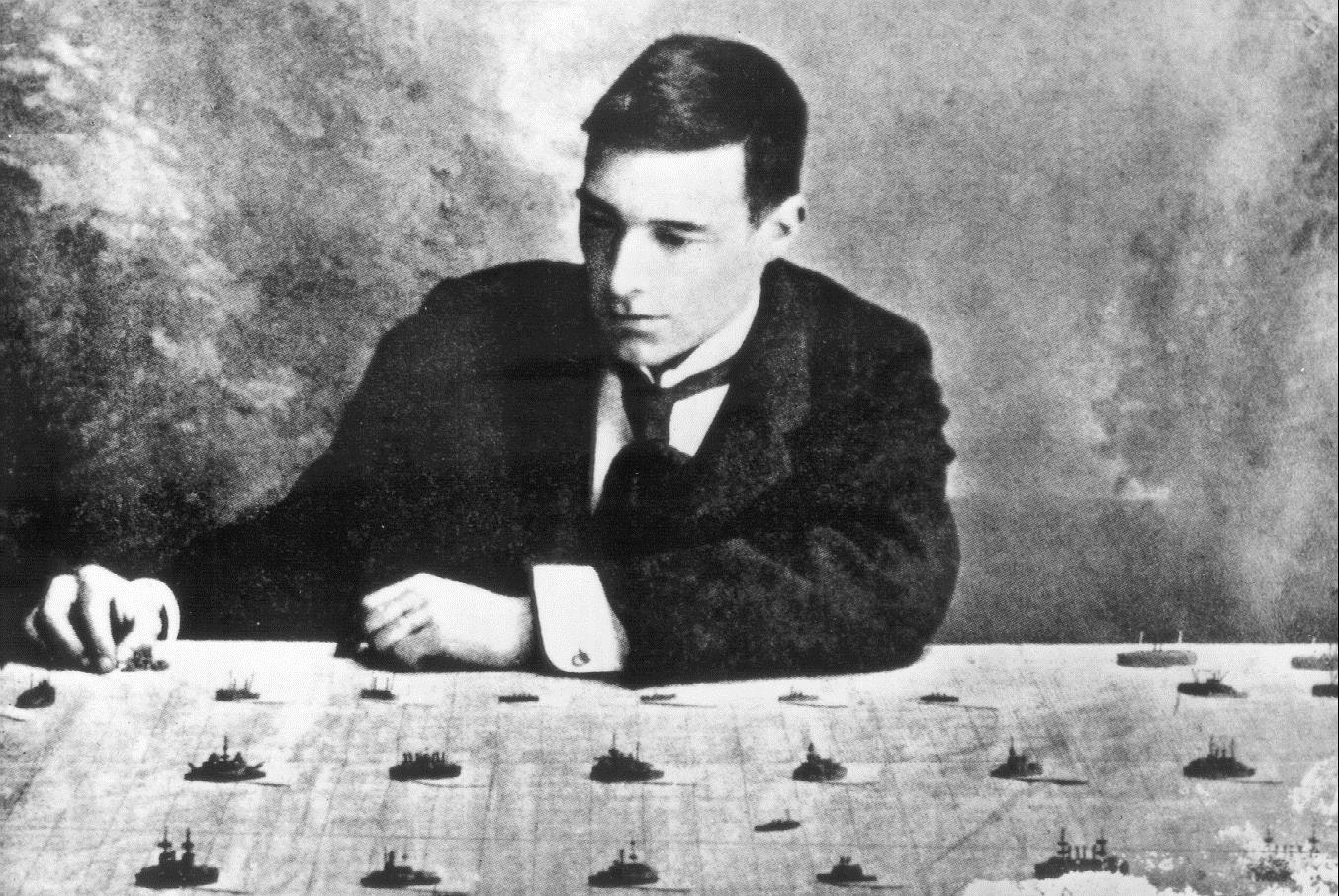
1898年，年轻时的约翰.佛瑞德.托马斯.简带着他的海军战争游戏的原型，之后由简于1903年发行。

约翰.佛瑞德.托马斯.简（John Fredrick Thomas Jane，1865年8月6日—1916年3月8日）是舰船工具书《世界舰船年鉴》和飞机工具书《简氏世界飞机年鉴》的创刊编辑，也因为他的名字而衍生出了简氏信息集团及其旗下许多出版物。

## 个人简介
简出生于英格兰萨里郡的里士满，但他一生的大部分工作时间都在朴次茅斯。他的父亲是一位传教士，他本人则就读于艾克塞特学校。
早在童年时代，他就用一套自己发明的信号指挥系统在村子里的水池中打海战。这套信号指挥系统后来居然被英国皇家海军采用。
他在十几岁的时候开始为战舰绘画素描，并且在1890年代引起人们的关注，他不仅为George Griffith和其他作家的科幻著作绘制插图，而且还出版了自己的小说，例如《五秒钟飞到金星(出版于1897年)以及紫罗兰火焰 (1899).
简是一个非常痴迷的战争游戏玩家，在1898年首次出版了《世界战舰》(如今闻名全球的《简氏战舰年鉴》) ，依据所属国家、配备和其他细节对所有战舰进行分类描述，作为对他所设计的战争游戏的补充参考书。这本书如今已经变成了一个系列年鉴，被作为全球战舰的标准参考工具书。在1909年，他有创办了《世界飞机年鉴》。随后，简创办了现在的简氏信息集团。正是他那些素描创作以及他对海战不知疲倦的投入，造就了一家不朽的企业。
简也热衷政治， 1906年作为朴茨茅斯独立候选人参加了1906年普选。他强烈地反对自由党(特别是其左翼)，当自由党左翼候选人 Edward Hemmerde 在1910年获得提名后，他策划了干扰其竞选活动的行动。
简在晚年生活在百汉顿, 参与支持了一支童子军的最初建立。 他过世后被安葬在Highland Road Cemetery, Southsea.